# Danh sách tiểu hành tinh: 3701–3800
| Tên                | Tên đầu tiên | Ngày phát hiện       | Nơi phát hiện           | Người phát hiện                                        |
| ------------------ | ------------ | -------------------- | ----------------------- | ------------------------------------------------------ |
| 3701 Purkyně       | 1985 DW      | 20 tháng 2 năm 1985  | Kleť                    | A. Mrkos                                               |
| 3702 Trubetskaya   | 1970 NB      | 3 tháng 7 năm 1970   | Nauchnij                | L. I. Chernykh                                         |
| 3703 Volkonskaya   | 1978 PU3     | 9 tháng 8 năm 1978   | Nauchnij                | L. I. Chernykh                                         |
| 3704 Gaoshiqi      | 1981 YX1     | 20 tháng 12 năm 1981 | Nanking                 | Purple Mountain Observatory                            |
| 3705 Hotellasilla  | 1984 ET1     | 4 tháng 3 năm 1984   | La Silla                | H. Debehogne                                           |
| 3706 Sinnott       | 1984 SE3     | 28 tháng 9 năm 1984  | Anderson Mesa           | B. A. Skiff                                            |
| 3707 Schröter      | 1934 CC      | 5 tháng 2 năm 1934   | Heidelberg              | K. Reinmuth                                            |
| 3708               | 1974 FV1     | 21 tháng 3 năm 1974  | Cerro El Roble          | University of Chile                                    |
| 3709 Polypoites    | 1985 TL3     | 14 tháng 10 năm 1985 | Palomar                 | C. S. Shoemaker                                        |
| 3710 Bogoslovskij  | 1978 RD6     | 13 tháng 9 năm 1978  | Nauchnij                | N. S. Chernykh                                         |
| 3711 Ellensburg    | 1983 QD      | 31 tháng 8 năm 1983  | Palomar                 | J. Gibson                                              |
| 3712 Kraft         | 1984 YC      | 22 tháng 12 năm 1984 | Mount Hamilton          | E. A. Harlan, A. R. Klemola                            |
| 3713 Pieters       | 1985 FA2     | 22 tháng 3 năm 1985  | Anderson Mesa           | E. Bowell                                              |
| 3714 Kenrussell    | 1983 TT1     | 12 tháng 10 năm 1983 | Anderson Mesa           | E. Bowell                                              |
| 3715 Štohl         | 1980 DS      | 19 tháng 2 năm 1980  | Kleť                    | A. Mrkos                                               |
| 3716 Petzval       | 1980 TG      | 2 tháng 10 năm 1980  | Kleť                    | A. Mrkos                                               |
| 3717 Thorenia      | 1964 CG      | 15 tháng 2 năm 1964  | Brooklyn                | Đại học Indiana                                        |
| 3718 Dunbar        | 1978 VS10    | 7 tháng 11 năm 1978  | Palomar                 | E. F. Helin, S. J. Bus                                 |
| 3719 Karamzin      | 1976 YO1     | 16 tháng 12 năm 1976 | Nauchnij                | L. I. Chernykh                                         |
| 3720 Hokkaido      | 1987 UR1     | 28 tháng 10 năm 1987 | Kushiro                 | S. Ueda, H. Kaneda                                     |
| 3721 Widorn        | 1982 TU      | 13 tháng 10 năm 1982 | Anderson Mesa           | E. Bowell                                              |
| 3722 Urata         | 1927 UE      | 29 tháng 10 năm 1927 | Heidelberg              | K. Reinmuth                                            |
| 3723 Voznesenskij  | 1976 GK2     | 1 tháng 4 năm 1976   | Nauchnij                | N. S. Chernykh                                         |
| 3724 Annenskij     | 1979 YN8     | 23 tháng 12 năm 1979 | Nauchnij                | L. V. Zhuravleva                                       |
| 3725 Valsecchi     | 1981 EA11    | 1 tháng 3 năm 1981   | Siding Spring           | S. J. Bus                                              |
| 3726 Johnadams     | 1981 LJ      | 4 tháng 6 năm 1981   | Anderson Mesa           | E. Bowell                                              |
| 3727 Maxhell       | 1981 PQ      | 7 tháng 8 năm 1981   | Kleť                    | A. Mrkos                                               |
| 3728 IRAS          | 1983 QF      | 23 tháng 8 năm 1983  | IRAS                    | IRAS                                                   |
| 3729 Yangzhou      | 1983 VP7     | 1 tháng 11 năm 1983  | Nanking                 | Purple Mountain Observatory                            |
| 3730 Hurban        | 1983 XM1     | 4 tháng 12 năm 1983  | Piszkéstető             | M. Antal                                               |
| 3731 Hancock       | 1984 DH1     | 20 tháng 2 năm 1984  | Bickley                 | Perth Observatory                                      |
| 3732 Vávra         | 1984 SR1     | 27 tháng 9 năm 1984  | Kleť                    | Z. Vávrová                                             |
| 3733 Yoshitomo     | 1985 AF      | 15 tháng 1 năm 1985  | Toyota                  | K. Suzuki, T. Urata                                    |
| 3734 Waland        | 9527 P-L     | 17 tháng 10 năm 1960 | Palomar                 | C. J. van Houten, I. van Houten-Groeneveld, T. Gehrels |
| 3735 Třeboň        | 1983 XS      | 4 tháng 12 năm 1983  | Kleť                    | Z. Vávrová                                             |
| 3736 Rokoske       | 1987 SY3     | 16 tháng 9 năm 1987  | Anderson Mesa           | E. Bowell                                              |
| 3737 Beckman       | 1983 PA      | 8 tháng 8 năm 1983   | Palomar                 | E. F. Helin                                            |
| 3738 Ots           | 1977 QA1     | 19 tháng 8 năm 1977  | Nauchnij                | N. S. Chernykh                                         |
| 3739 Rem           | 1977 RE2     | 8 tháng 9 năm 1977   | Nauchnij                | N. S. Chernykh                                         |
| 3740 Menge         | 1981 EM      | 1 tháng 3 năm 1981   | La Silla                | H. Debehogne, G. DeSanctis                             |
| 3741 Rogerburns    | 1981 EL19    | 2 tháng 3 năm 1981   | Siding Spring           | S. J. Bus                                              |
| 3742 Sunshine      | 1981 EQ27    | 2 tháng 3 năm 1981   | Siding Spring           | S. J. Bus                                              |
| 3743 Pauljaniczek  | 1983 EW      | 10 tháng 3 năm 1983  | Anderson Mesa           | E. Barr                                                |
| 3744 Horn-d'Arturo | 1983 VE      | 5 tháng 11 năm 1983  | Bologna                 | Osservatorio San Vittore                               |
| 3745 Petaev        | 1949 SF      | 23 tháng 9 năm 1949  | Heidelberg              | K. Reinmuth                                            |
| 3746 Heyuan        | 1964 TC1     | 8 tháng 10 năm 1964  | Nanking                 | Purple Mountain Observatory                            |
| 3747 Belinskij     | 1975 VY5     | 5 tháng 11 năm 1975  | Nauchnij                | L. I. Chernykh                                         |
| 3748 Tatum         | 1981 JQ      | 3 tháng 5 năm 1981   | Anderson Mesa           | E. Bowell                                              |
| 3749 Balam         | 1982 BG1     | 24 tháng 1 năm 1982  | Anderson Mesa           | E. Bowell                                              |
| 3750 Ilizarov      | 1982 TD1     | 14 tháng 10 năm 1982 | Nauchnij                | L. G. Karachkina                                       |
| 3751 Kiang         | 1983 NK      | 10 tháng 7 năm 1983  | Anderson Mesa           | E. Bowell                                              |
| 3752 Camillo       | 1985 PA      | 15 tháng 8 năm 1985  | Caussols                | E. F. Helin, M. A. Barucci                             |
| 3753 Cruithne      | 1986 TO      | 10 tháng 10 năm 1986 | Siding Spring           | J. D. Waldron                                          |
| 3754 Kathleen      | 1931 FM      | 16 tháng 3 năm 1931  | Flagstaff               | C. W. Tombaugh                                         |
| 3755 Lecointe      | 1950 SJ      | 19 tháng 9 năm 1950  | Uccle                   | S. J. Arend                                            |
| 3756 Ruscannon     | 1979 MV6     | 25 tháng 6 năm 1979  | Siding Spring           | E. F. Helin, S. J. Bus                                 |
| 3757               | 1982 XB      | 14 tháng 12 năm 1982 | Palomar                 | E. F. Helin                                            |
| 3758 Karttunen     | 1983 WP      | 28 tháng 11 năm 1983 | Anderson Mesa           | E. Bowell                                              |
| 3759 Piironen      | 1984 AP      | 8 tháng 1 năm 1984   | Anderson Mesa           | E. Bowell                                              |
| 3760 Poutanen      | 1984 AQ      | 8 tháng 1 năm 1984   | Anderson Mesa           | E. Bowell                                              |
| 3761 Romanskaya    | 1936 OH      | 25 tháng 7 năm 1936  | Crimea-Simeis           | G. N. Neujmin                                          |
| 3762 Amaravella    | 1976 QN1     | 26 tháng 8 năm 1976  | Nauchnij                | N. S. Chernykh                                         |
| 3763 Qianxuesen    | 1980 TA6     | 14 tháng 10 năm 1980 | Nanking                 | Purple Mountain Observatory                            |
| 3764 Holmesacourt  | 1980 TL15    | 10 tháng 10 năm 1980 | Bickley                 | Perth Observatory                                      |
| 3765 Texereau      | 1982 SU1     | 16 tháng 9 năm 1982  | Caussols                | K. Tomita                                              |
| 3766 Junepatterson | 1983 BF      | 16 tháng 1 năm 1983  | Anderson Mesa           | E. Bowell                                              |
| 3767 DiMaggio      | 1986 LC      | 3 tháng 6 năm 1986   | Palomar                 | E. F. Helin                                            |
| 3768 Monroe        | 1937 RB      | 5 tháng 9 năm 1937   | Johannesburg            | C. Jackson                                             |
| 3769 Arthurmiller  | 1967 UV      | 30 tháng 10 năm 1967 | Hamburg-Bergedorf       | L. Kohoutek, A. Kriete                                 |
| 3770 Nizami        | 1974 QT1     | 24 tháng 8 năm 1974  | Nauchnij                | L. I. Chernykh                                         |
| 3771 Alexejtolstoj | 1974 SB3     | 20 tháng 9 năm 1974  | Nauchnij                | L. V. Zhuravleva                                       |
| 3772 Piaf          | 1982 UR7     | 21 tháng 10 năm 1982 | Nauchnij                | L. G. Karachkina                                       |
| 3773 Smithsonian   | 1984 YY      | 23 tháng 12 năm 1984 | Harvard Observatory     | Oak Ridge Observatory                                  |
| 3774 Megumi        | 1987 YC      | 20 tháng 12 năm 1987 | Chiyoda                 | T. Kojima                                              |
| 3775 Ellenbeth     | 1931 TC4     | 6 tháng 10 năm 1931  | Flagstaff               | C. W. Tombaugh                                         |
| 3776 Vartiovuori   | 1938 GG      | 5 tháng 4 năm 1938   | Turku                   | H. Alikoski                                            |
| 3777 McCauley      | 1981 JD2     | 5 tháng 5 năm 1981   | Palomar                 | C. S. Shoemaker                                        |
| 3778 Regge         | 1984 HK1     | 26 tháng 4 năm 1984  | La Silla                | W. Ferreri                                             |
| 3779 Kieffer       | 1985 JV1     | 13 tháng 5 năm 1985  | Palomar                 | C. S. Shoemaker                                        |
| 3780 Maury         | 1985 RL      | 14 tháng 9 năm 1985  | Anderson Mesa           | E. Bowell                                              |
| 3781 Dufek         | 1986 RG1     | 2 tháng 9 năm 1986   | Kleť                    | A. Mrkos                                               |
| 3782 Celle         | 1986 TE      | 3 tháng 10 năm 1986  | Đài thiên văn Brorfelde | P. Jensen                                              |
| 3783 Morris        | 1986 TW1     | 7 tháng 10 năm 1986  | Anderson Mesa           | E. Bowell                                              |
| 3784 Chopin        | 1986 UL1     | 31 tháng 10 năm 1986 | Haute Provence          | E. W. Elst                                             |
| 3785 Kitami        | 1986 WM      | 30 tháng 11 năm 1986 | Geisei                  | T. Seki                                                |
| 3786 Yamada        | 1988 AE      | 10 tháng 1 năm 1988  | Chiyoda                 | T. Kojima                                              |
| 3787 Aivazovskij   | 1977 RG7     | 11 tháng 9 năm 1977  | Nauchnij                | N. S. Chernykh                                         |
| 3788 Steyaert      | 1986 QM3     | 29 tháng 8 năm 1986  | La Silla                | H. Debehogne                                           |
| 3789 Zhongguo      | 1928 UF      | 25 tháng 10 năm 1928 | Williams Bay            | Z. Yùzhé                                               |
| 3790 Raywilson     | 1937 UE      | 16 tháng 10 năm 1937 | Heidelberg              | K. Reinmuth                                            |
| 3791 Marci         | 1981 WV1     | 17 tháng 11 năm 1981 | Kleť                    | A. Mrkos                                               |
| 3792 Preston       | 1985 FA      | 22 tháng 3 năm 1985  | Palomar                 | C. S. Shoemaker                                        |
| 3793 Leonteus      | 1985 TE3     | 11 tháng 10 năm 1985 | Palomar                 | C. S. Shoemaker                                        |
| 3794 Sthenelos     | 1985 TF3     | 12 tháng 10 năm 1985 | Palomar                 | C. S. Shoemaker                                        |
| 3795 Nigel         | 1986 GV1     | 8 tháng 4 năm 1986   | Palomar                 | E. F. Helin                                            |
| 3796 Lene          | 1986 XJ      | 6 tháng 12 năm 1986  | Đài thiên văn Brorfelde | P. Jensen                                              |
| 3797 Ching-Sung Yu | 1987 YL      | 22 tháng 12 năm 1987 | Harvard Observatory     | Oak Ridge Observatory                                  |
| 3798 de Jager      | 2402 T-3     | 16 tháng 10 năm 1977 | Palomar                 | C. J. van Houten, I. van Houten-Groeneveld, T. Gehrels |
| 3799 Novgorod      | 1979 SL9     | 22 tháng 9 năm 1979  | Nauchnij                | N. S. Chernykh                                         |
| 3800 Karayusuf     | 1984 AB      | 4 tháng 1 năm 1984   | Palomar                 | E. F. Helin                                            |